# Gli occhi dell'assassino
Gli occhi dell'assassino (Through the Eyes of a Killer) è un film per la televisione statunitense del 1992 diretto da Peter Markle.

## Trama
Laurie Fisher, dopo aver rotto con il suo compagno trasferendosi in un appartamento appena ristrutturata. Conosciuto in quest'occasione il carpentiere Ray Bellano inizia con lui una relazione breve fino a quando scopre che l'uomo e la sua migliore amica. Solo che, a questo punto che iniziano una serie di omicidi inspiegabili e Laurie si trova costretta a correre dei pericoli prima di venirne fuori.